# Luis II de Baviera
Luis II de Baviera (Ludwig Otto Frederik Wilhelm; Palacio de Nymphenburg, Múnich, Baviera; 25 de agosto de 1845-Lago de Starnberg, ibídem; 13 de junio de 1886), conocido también por su apodo el "Rey Loco" o también el "Rey Cisne" o "der Märchenkönig" (el Rey de Cuento de Hadas), fue rey de Baviera desde su ascenso al trono, en 1864, hasta su fallecimiento, en 1886. Antes de ser rey, Luis fue un príncipe de Baviera, desde su nacimiento hasta 1864. Luis pertenecía  a la Casa de Wittelsbach. Además de ostentar los títulos ya mencionados, Luis también ostentó los títulos históricos de conde palatino del Rin, duque de Franconia y duque de Suabia.
Luis ascendió al trono bávaro en 1864. Tenía 18 años. Dos años más tarde, Baviera y Austria libraron una guerra contra Prusia que duró solo unas semanas, que perdieron. Sin embargo, en la guerra franco-prusiana de 1870, Baviera se puso del lado de Prusia contra Francia y, tras la victoria prusiana, pasó a formar parte del nuevo Imperio alemán, compuesto por 22 monarquías, encabezadas por la monarquía prusiana, cuyo rey se convirtió en Deutscher Kaiser ('emperador alemán'). Los dos candidatos para ser el nuevo káiser del Imperio fueron el propio Luis y su primo Guillermo, siendo este último el elegido por los órganos legislativos. Sin embargo, Baviera conservó un alto grado de autonomía en algunos asuntos dentro del Imperio, que se llamó Reich. En la nueva Constitución Imperial, Baviera pudo asegurarse amplios derechos, en particular en lo que respecta a la soberanía militar. El ejército bávaro, a diferencia del de los reinos de Sajonia y Wurtemberg, retuvo sus propias tropas, el Ministerio de Guerra y el sistema de justicia militar; también fue excluido de la remuneración de regimientos del ejército en todo el Imperio, y solo quedaría bajo control imperial en tiempos de guerra. Baviera mantuvo asimismo los uniformes de infantería celestes, el Raupenhelm (hasta 1886), la caballería ligera y algunas otras peculiaridades. Los oficiales y soldados del Ejército bávaro continuaron prestando juramento al rey de Baviera y no al emperador alemán. 
No obstante, Luis se fue retirando cada vez más de los asuntos cotidianos del Estado en favor de proyectos artísticos y arquitectónicos extravagantes. Encargó la construcción de dos lujosos palacios y el castillo de Neuschwanstein, y fue un devoto mecenas del compositor Richard Wagner. Luis gastó todos sus ingresos reales (aunque no fondos estatales como se piensa comúnmente) en estos proyectos y desafió todos los intentos de sus ministros para restringirlo. Esta extravagancia fue utilizada en su contra para declararlo loco, acusación que desde entonces ha sido objeto de controversia.  Hoy, su legado arquitectónico y artístico incluye muchas de las atracciones turísticas más importantes de Baviera.

## Biografía

### Infancia y juventud

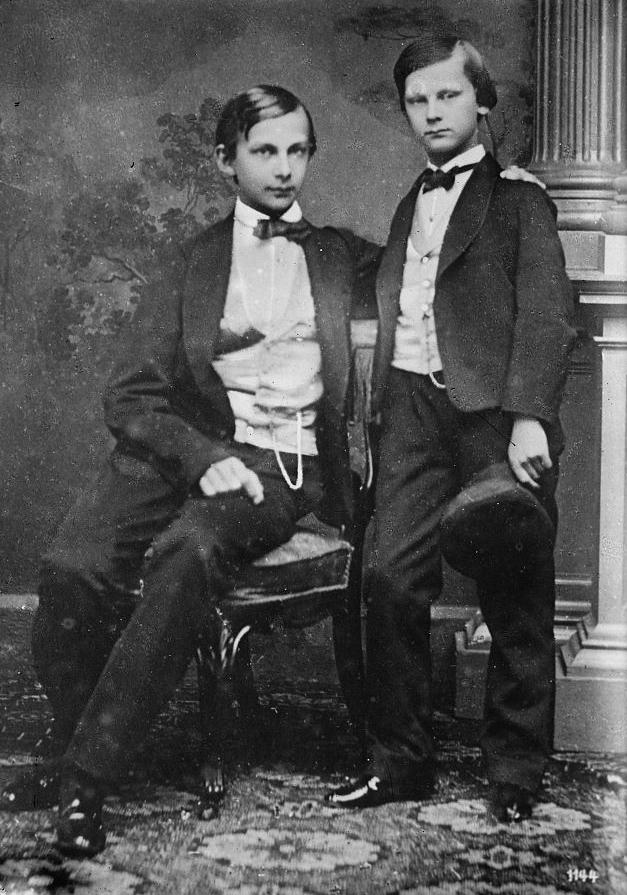
Luis y su hermano pequeño, Otón, durante su infancia.

Nació en el Palacio de Nymphenburg (ubicado en lo que hoy es parte del centro de Múnich), era el hijo mayor del en ese entonces príncipe heredero Maximiliano de Baviera y de la princesa María de Prusia, convertidos en reyes en 1848 después de que abdicara su abuelo Luis I, durante la revolución alemana. Sus padres tenían la intención de nombrarlo Otón, pero su abuelo insistió en que su nieto llevara su nombre, ya que su cumpleaños común, el 25 de agosto, es el día de la fiesta de san Luis IX, rey de Francia, patrón de Baviera (siendo "Ludwig" la forma alemana de "Luis"). Su nombre completo era Ludwig Otto Friedrich Wilhelm; español: Luis Otón Federico Guillermo. Su hermano menor, nacido tres años después, sería nombrado Otón.
Como muchos herederos jóvenes en una época en la que los reyes gobernaban la mayor parte de Europa, a Luis se le recordaba continuamente su estatus real. Debido a su posición como heredero de la corona, fue consentido inusitadamente en algunos aspectos, pero severamente controlado por sus preceptores y sujeto a un estricto régimen de estudio y ejercicios. Algunos de sus biógrafos afirman que muchos aspectos de su excéntrico comportamiento pueden explicarse por la presión de haber crecido en la familia real. Su hermano menor Otón nació en 1848. Los hermanos pasaron la infancia y juventud principalmente en el Castillo de Hohenschwangau, cerca de sus tutores. En el castillo, Luis entró en contacto con las leyendas y cuentos de la Edad Media en una etapa temprana, que se representan allí en numerosas pinturas, murales y tapices. Su madre era una gran montañista y solía llevar a sus hijos de excursión por la zona. "A Luis le gustaba disfrazarse ..., mostraba placer en la actuación, amaba el arte, gustaba dar a otros sus propiedades, dinero y demás cosas", señaló su madre. La fuerte imaginación, la tendencia al aislamiento y el pronunciado sentido de soberanía de los monarcas quedaron atestiguados en Luis desde la infancia y por su admiración hacia Luis XIV de Francia, el rey sol.

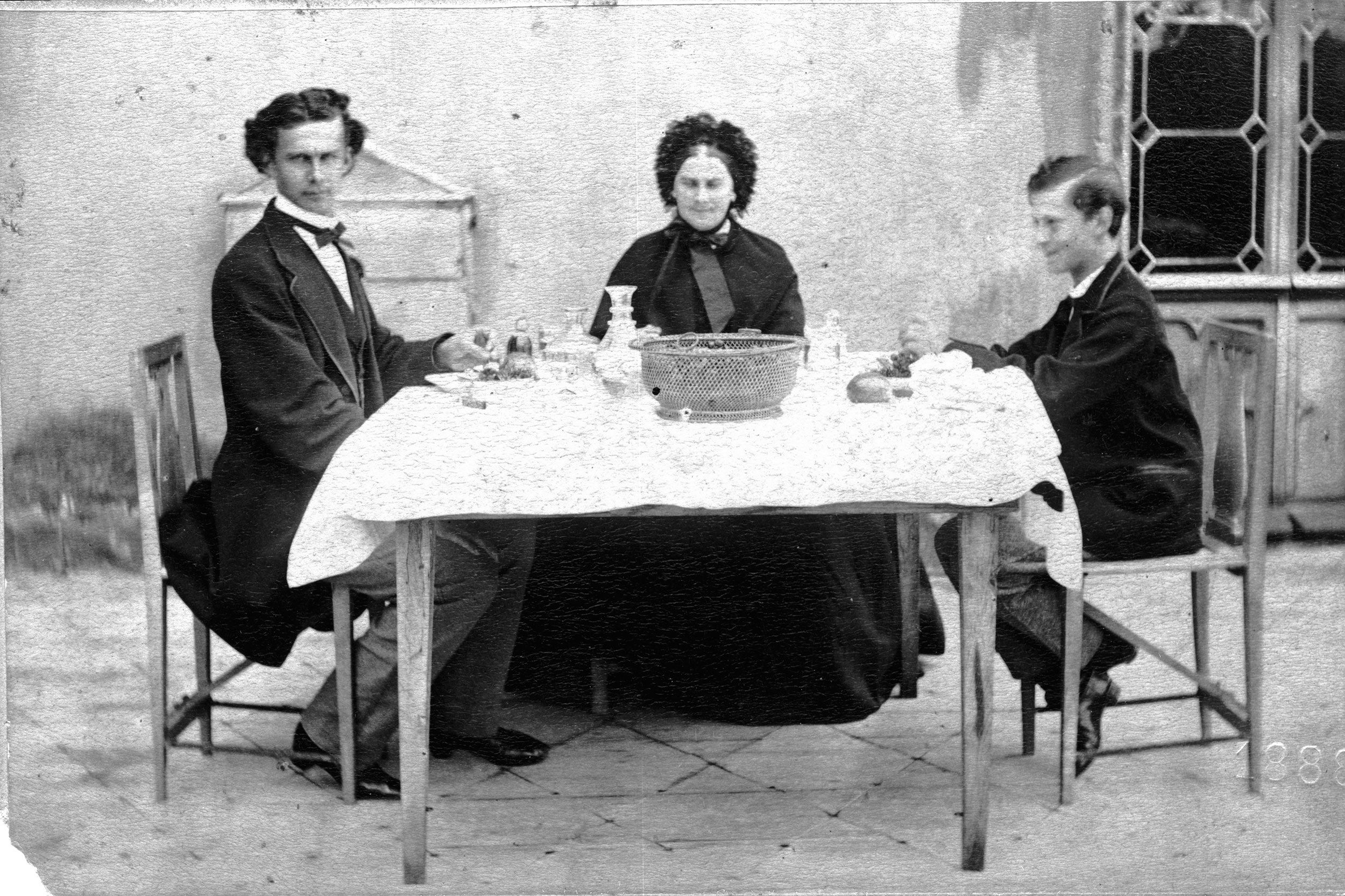
El príncipe Luis junto a su madre la reina María y su hermano menor Otón.

Luis no fue cercano a su padre. Los consejeros le sugerían al rey Maximiliano I que en sus paseos diarios le acompañara el joven príncipe y mejorara así la  relación con su futuro sucesor. A lo que el rey respondió: "¿Pero qué voy a decirle? Después de todo, a mi hijo no le interesa nada de lo que le sugiero". En una carta posterior escrita a su primo segundo Rodolfo de Habsburgo cuando Luis tenía 30 años, le comenta sobre la mala relación que existía entre padre e hijoː "Mi padre siempre me trató con superioridad, sus palabras siempre fueron frías y poco llenas de gracia". Por otro lado, su madre, la reina María trató de cuidarlo ella misma, en la medida en que los diversos deberes reales se lo permitían. Cuando estaba ausente, le escribía cartas a su hijo con regularidad y compraba muchos juguetes, pero su relación se fue deteriorando conforme el príncipe Luis iba creciendo. Más tarde, Luis se referiría a su madre como "la consorte de mi predecesor". Con quien tuvo una relación más íntima fue con su abuelo, el depuesto rey Luis I, quien vio cómo el joven príncipe tomaba gusto por la literatura y la arquitectura. Particularmente le gustaba jugar con bloques de construcción y usarlos para construir iglesias, monasterios y cosas por el estilo, por lo que en 1852 le regaló un modelo a escala del Siegestor.
Pese a todo, su juventud tuvo momentos felices, como las visitas a la villa real de Berchtesgaden y al lago de Starnberg con su familia. Durante la adolescencia, Luis forjó una estrecha amistad con su ayuda de campo, el apuesto aristócrata Paulo de Thurn y Taxis (1843-1879), miembro de una de las familias más ricas de Baviera. Los dos jóvenes cabalgaban juntos, leían poesía en voz alta y representaban escenas de las óperas románticas de Richard Wagner. La primera vez que el joven príncipe Luis presenció una obra wagneriana fue el 25 de agosto de 1861, cuando se representó ante él Lohengrin, y desde entonces mostró siempre un entusiasmo inusitado por la música de Wagner. Su relación con Paulo se rompió cuando este empezó a interesarse por las mujeres. Paralelamente, el príncipe había iniciado una amistad con su prima, Isabel de Baviera, más conocida como Sissi. Ambos amaban la naturaleza y la poesía, y en su mundo privado se llamaban «Águila» (Luis) y «Gaviota» (Isabel). De buena apariencia, Luis II era excepcionalmente alto para la época, medía 1.93 m de altura, y era muy apreciado por sus súbditos debido a su generosidad en los actos públicos.

### Rey de Baviera

#### Inicios de su reinado

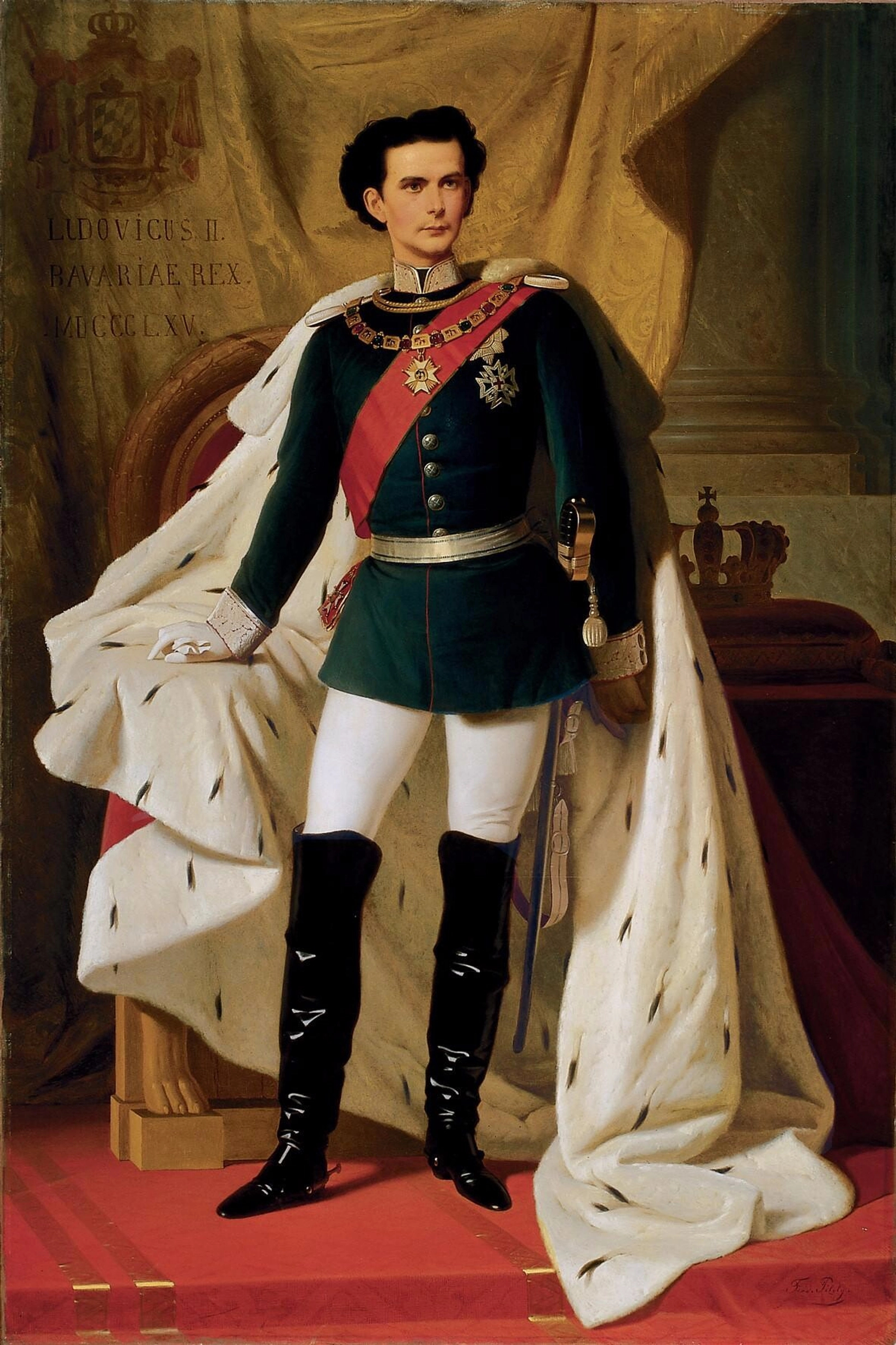
Luis II de Baviera.

A principios de marzo de 1864 se agravó la enfermedad de su padre, el rey Maximiliano, quien, finalmente, murió el 10 de marzo de 1864. Luis queda profundamente conmocionado, ya que se suponía que apenas empezaría a estudiar en la universidad. Es proclamado rey el mismo día. El 11 de marzo, durante la toma de posesión y el juramento a la constitución, Luis habla tan bellamente y con tanta emoción, haciendo énfasis en sus estudios de arte que los Consejeros de Estado al escucharlo se emocionan, algunos hasta las lágrimas. Apenas diez días después de ascender al trono, Luis aumentó el salario de los sirvientes de la corte.  Cuatro semanas después de su coronación, el tutor de Luis, el conde Theodor Basselet de La Rosée, también murió. Con él, el joven rey perdió a un importante consejero. Desde entonces fue el abuelo de Luis, Luis I, quien escribió muchas cartas a su nieto, en parte para ayudarle y en parte para ganar más influencia en la política. Advirtió a su nieto de que no estuviera tan aliado con Prusia y contra la disminución de las prerrogativas reales. Luis II, sin embargo, protestó contra cualquier interferencia de su abuelo, puesto que manejaba con gran diligencia el curso de los asuntos que le asignaba el ministerio. Más de 100.000 nuevas empresas surgieron en Baviera durante los 22 años de su reinado. El joven rey se lanzó a trabajar con ardor. No dejaba de preguntarse "¿Cómo habría hecho esto mi padre?" Sin embargo, la euforia inicial no duraría mucho, dado que en una retrospectiva, hecha por él mismo en 1873, dijo: "Me convertí en rey demasiado pronto. No aprendí lo suficiente. Había comenzado a aprender el derecho constitucional y de repente, me arrancaron de mis estudios para colocarme en el trono. Bueno, puedo decir que aún sigo con mi aprendizaje... ".
Luis era notablemente excéntrico, lo cual fue un problema cuando tenía que ejercer sus deberes como jefe de Estado de Baviera. No le gustaban las audiencias públicas y evitaba los eventos sociales formales siempre que fuera posible. Su madre y su hermano el príncipe Otón tenían que representarlo a menudo. A pesar de su interés por la tecnología, Luis II rara vez asistió a exposiciones, ferias comerciales o inauguraciones. En 1867, acudió a la Exposición Universal de París, donde no quiso ser el centro de atención, aunque el emperador Napoleón III lo guio personalmente por la capital. El Rey también se mantuvo alejado de las celebraciones del 700 aniversario de la dinastía Wittelsbach en 1880, que fue un tema de controversia entre la élite de la época. Él prefería una vida introvertida, donde desarrollaba sus proyectos creativos. Asistió por última vez a un desfile militar el 22 de agosto de 1875 y el último gran banquete que ofreció a su corte fue el 10 de febrero de 1876. Su madre había previsto estas dificultades para su hijo cuando en su niñez demostró ser extremadamente introvertido y creativo, pasando mucho tiempo soñando despierto. Esta idiosincrasia, combinada con el hecho de que Luis evitaba ir a Múnich, sede del gobierno del Reino de Baviera, causaron una tensión considerable con sus ministros de gobierno durante los primeros años de su reinado. Esto no disminuyó su popularidad entre los ciudadanos de Baviera, ya que el rey disfrutaba viajando por la campiña bávara y charlando con los granjeros y trabajadores que conocía en el camino. También recompensaba a los que lo atendían durante sus viajes con espléndidos obsequios. Todavía hoy se lo recuerda en Baviera como "Unser Kini" ('nuestro querido rey' en el dialecto bávaro).

#### Guerra austro-prusiana
La guerra austro-prusiana de 1866 fue provocada por la rivalidad entre Austria y Prusia, las dos potencias que pugnaban por conseguir el liderazgo de la Confederación Germánica a través de sus ideologías sobre la cuestión alemana. La Großdeutsche Lösung («Gran solución alemana») favorecía la unificación de todos los pueblos germanófonos bajo un mismo Estado, y fue promovida por el Imperio austriaco y sus partidarios. La Kleindeutsche Lösung («Pequeña solución alemana») sólo pretendía unificar los Estados del norte de Alemania y no incluía a Austria; esta propuesta fue apoyada por el Reino de Prusia. 
Luis II quería permanecer neutral en la guerra que se avecinaba entre Prusia y Austria y deseaba mantener a su país fuera de los eventos bélicos directos. Austria insistió en el cumplimiento de las obligaciones de la alianza acordada en la Confederación Germánica. Baviera y su rey maniobraron inicialmente entre el deseo de neutralidad y la obligación de formar una alianza. El 11 de mayo de 1866, Luis II firmó la orden de movilización, con la que Baviera entró en la guerra austro-prusiana del lado de Austria.
En mayo de 1866, el antagonismo entre Prusia y Austria en la Asamblea Federal llegó a un punto crítico. Las dos potencias movilizaron sus fuerzas cuando Austria finalmente quiso imponer un nuevo regente en Schleswig y Holstein. Poco después, las tropas prusianas entraron en Holstein, ducado que era administrado por Austria. Esta decisión hizo que el 14 de junio de 1866, los miembros de la Confederación Germánica ordenaran medidas contra Prusia. Inmediatamente después estalló la guerra. Luis, que no tenía mucha experiencia militar, dejó la política de guerra a sus ministros y se fue junto a su amigo y ayudante Paulo de Thurn y Taxis de incógnito a Tribschen para encontrarse con Richard Wagner, que había sido desterrado de Múnich en 1865, y a su vez convencieron al rey de que renunciara a su intención de abdicar.
Durante la guerra que solo dura siete semanas, Austria no logró unir los ejércitos de los Estados aliados al gobierno federal bajo un mando común, ya que los ejércitos de Baviera y Hannover protegían solo sus propios territorios. En cambio, a pesar de ser numéricamente inferiores, las tropas prusianas lograron ocupar rápidamente Hannover y Sajonia. El 3 de julio de 1866, el ejército prusiano infligió la derrota decisiva a Austria en la batalla de Königgrätz en el norte de Bohemia. 
En el tratado de paz posterior a la derrota, Baviera se comprometió a pagar a Prusia una indemnización de guerra de 30 millones de florines y ceder los territorios de Kaulsdorf, Gersfeld y Bad Orb. En Múnich, los ministros se culpaban los unos a los otros sobre el liderazgo militar que los llevó a la derrota, pero la realidad era que el ejército bávaro se hallaba en un estado deplorable al comienzo de la guerra. El armamento y las tácticas militares se habían descuidado durante décadas, lo cual se debía igualmente al curso político que ejercieron los monarcas anteriores a Luis II.

#### Política de gobierno
Contrariamente a la creencia popular, Luis II llevó a cabo todos sus asuntos oficiales concienzudamente casi hasta el final de su reinado. A pesar de sus frecuentes ausencias de Múnich (sede del gobierno), el monarca siempre mantuvo una comunicación fluida con los presidentes del consejo de ministros y el resto de su gabinete. Las consultas y los documentos fueron firmados a menudo por el propio rey con sus comentarios y recomendaciones; también intervino en los nombramientos o solicitudes de indulto y apoyó la aplicación de las regulaciones comerciales. Luis II, a pesar de tener la idea de que la monarquía es la misión sagrada de Dios para agraciar y dignificar la tierra, reafirmó el apoyo al modelo prusiano de derecho de residencia de libertad de culto. Como contra-idea y salida de su religiosidad, aseveró su idea en el derecho divino y la monarquía absoluta, que veía personificado en Luis XIV de Francia.
Luis II continuó la política de sus predecesores, cuyo rol en la política de Baviera era limitado en la monarquía constitucional. Siempre trató de neutralizar las fuerzas políticas del país y mantener la influencia del parlamento lo más baja posible. Los ministerios fueron ocupados generalmente por una igualdad entre conservadores y liberales.

#### Guerra franco-prusiana
Las potencias europeas de aquella época, en especial Francia, mostraron resistencia a que se creara una Gran Alemania bajo el mando de Prusia. La situación era tensa y la posibilidad de una guerra franco-alemana ya estaba en el aire. Cuando el gobierno provisional de España hizo campaña para que el príncipe Leopoldo de Hohenzollern-Sigmaringen ocupara el trono de ese país, dicha oferta fue apoyada por el primer ministro prusiano Otto von Bismarck, pero rechazada por el emperador Napoleón III de Francia. Este creciente conflicto preocupaba a los gobiernos europeos. Luis II no fue la excepción, no quería una nueva guerra, por lo cual trató de tener a Austria como contrapeso a Prusia. El 11 de mayo de 1870, envió un telegrama de felicitación a Napoleón con motivo del resultado del referéndum. Ante tales esfuerzos para mantener la paz, Luis II se mantuvo al margen del mundo exterior y no aprovechó las oportunidades para apoyar una mediación adicional entre Francia y Prusia.
Tuvo siempre como ideal los reyes absolutistas y quiso reconciliar a los Estados alemanes. Pronto surgieron dos problemas: la expectativa, siempre frustrada, de engendrar un heredero y las relaciones con Prusia. Estaba comprometido con la princesa Sofía, su tía segunda, hermana menor de Sissi, pero después de posponer el enlace varias veces, Luis anuló el compromiso y Sofía se casó al poco con el duque de Alençon; posteriormente moriría en un incendio.
A pesar de su alianza con Austria contra Prusia en la Guerra de las Siete Semanas, aceptó un tratado de defensa mutua con los prusianos en 1867 después de ser derrotado. Como consecuencia de este tratado, Baviera tuvo que ser aliada de Prusia en la guerra Franco-prusiana. Otto von Bismarck persuadió a Luis de la idea de un imperio alemán, con lo que la posibilidad de una Baviera independiente se vio reducida.
Desilusionado de gobernar en la época en que le había tocado, Luis II se fue retirando cada vez más de la capital constitucional, Múnich, en que debía residir un número mínimo de meses al año, cumpliendo tan solo el mínimo exigible y haciendo que sus ministros se trasladaran al castillo de Linderhof, donde residía habitualmente, para firmar las leyes propuestas por estos. 
A pesar de que se haya insinuado una relación amorosa entre Luis II y la emperatriz Isabel, hay poco fundamento para considerarla real. Su amistad, sin embargo, sí fue muy estrecha, reforzada por su afición por la hípica, la música y la naturaleza.
A lo largo de su reinado, se conocieron varios enamoramientos del rey con hombres apuestos, incluyendo al principal caballerizo de la casa real, Richard Hornig (1843-1911), la estrella de teatro húngara Josef Kainz (1858-1910) y el cortesano Alfons Weber (c. 1862). En 1869, comenzó a llevar un diario en el que registraba sus pensamientos privados y hablaba de tentativas de suprimir sus deseos sexuales y mantenerse fiel a los dogmas católicos. Los diarios originales del rey se extraviaron durante la Segunda Guerra Mundial, y todo lo que queda hoy son copias de escritos hechos antes de la guerra. Estos escritos copiados del diario, junto con cartas privadas y otros documentos personales que han sobrevivido, sugieren que Luis luchó contra su homosexualidad.

### Muerte

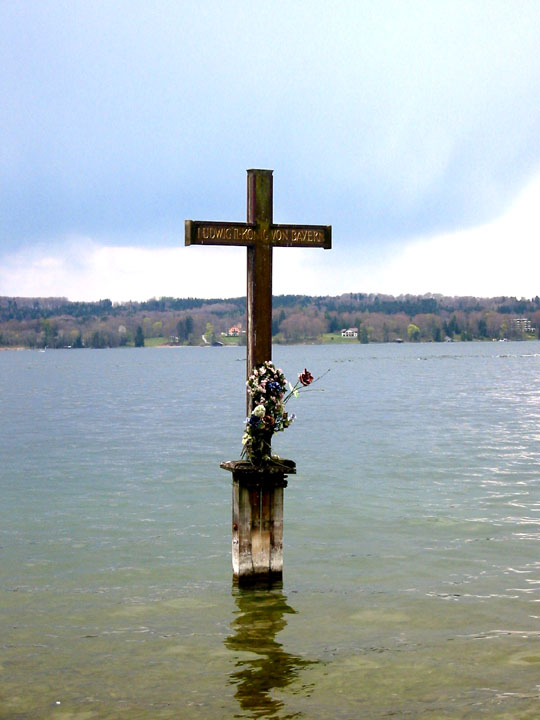
Cruz en el lugar donde se encontró su cuerpo en el lago de Starnberg.

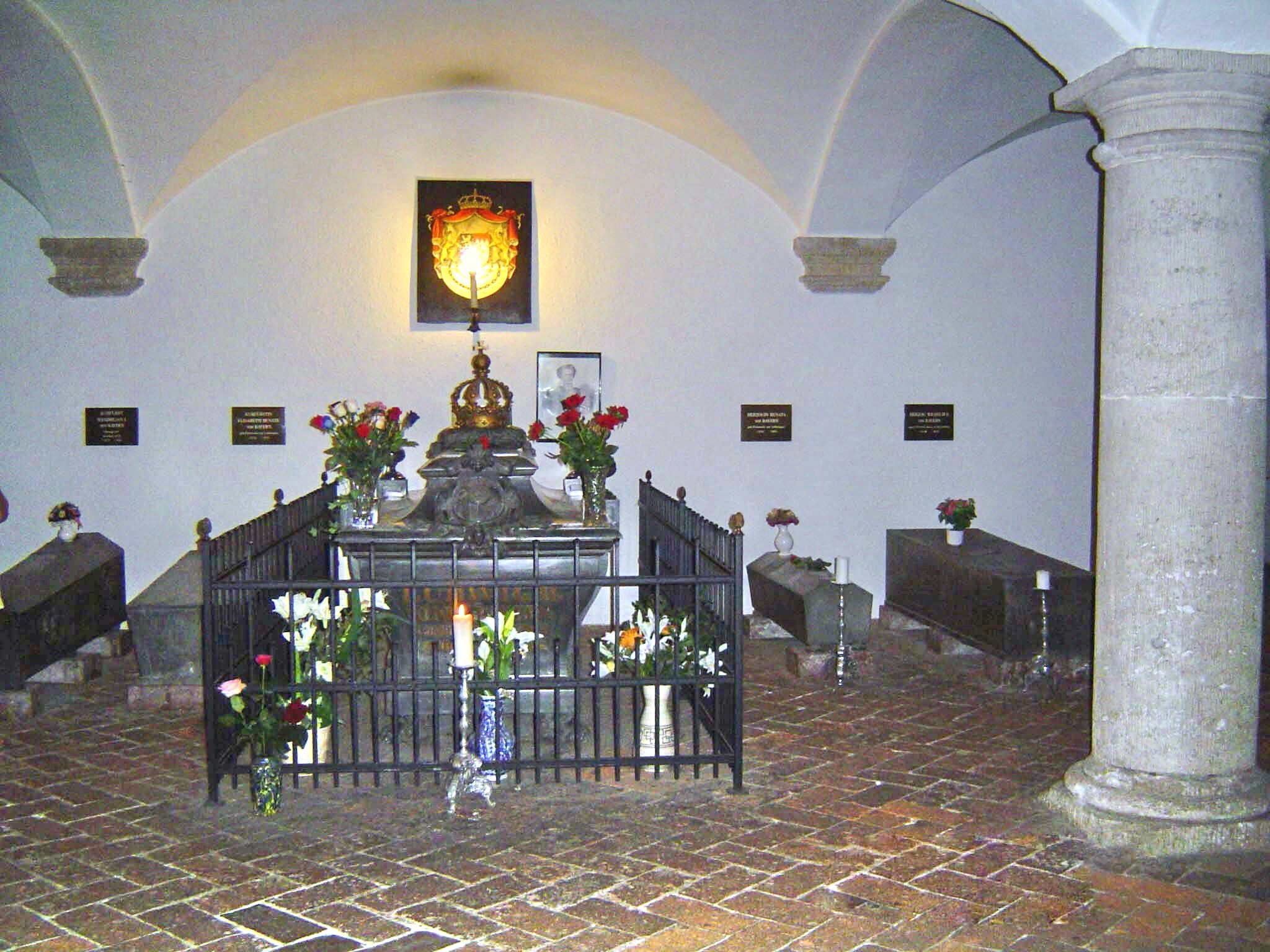
Tumba de Luis II de Baviera en la iglesia de San Miguel de Múnich.

La vida excéntrica del rey y su personalidad melancólica condujeron al dictamen médico que lo declaró, finalmente, incapacitado para gobernar (aunque se ha sugerido que esta no fue más que una estratagema familiar para arrebatarle el trono). Pasó sus últimos días bajo atención psiquiátrica. Su muerte tuvo lugar en el lago de Starnberg el 13 de junio de 1886. Al atardecer, Luis pidió pasear por los alrededores del lago con su médico psiquiatra Gudden (quien le había diagnosticado una esquizofrenia paranoide). Este aceptó de buen grado y mandó a los guardias que no les siguiesen, pues últimamente Luis había dado muestras de mejoría que le hicieron confiar. Los dos hombres nunca volvieron: se los encontró ahogados en el lago a las 23:30. La muerte generó sospechas de todos, pues, de hecho, Luis era un gran nadador. Se dice que hubo dos hombres que «amablemente» lo acompañaron hasta el lago. 
No obstante, otra versión de la historia dice que la propia construcción de Neuschwanstein (donde acabó viviendo al final de su vida, supervisando su edificación) desmonta la supuesta locura del gobernante, la cual no sería sino una distorsión de su figura a posteriori realizada por los que lo quisieron apartar del trono. Para la construcción de este palacio, el rey exigió exclusivamente trabajadores y materiales bávaros, sin apenas importaciones. 
En el lugar de su muerte se construyó una pequeña capilla en la que se realiza una ceremonia en recuerdo del rey cada 13 de junio. Su cuerpo fue enterrado en la iglesia de San Miguel en Múnich, y su corazón reposa en la iglesia de la Imagen Milagrosa de Altötting, como mandaba la tradición de los reyes bávaros.

## Legado

### Los castillos

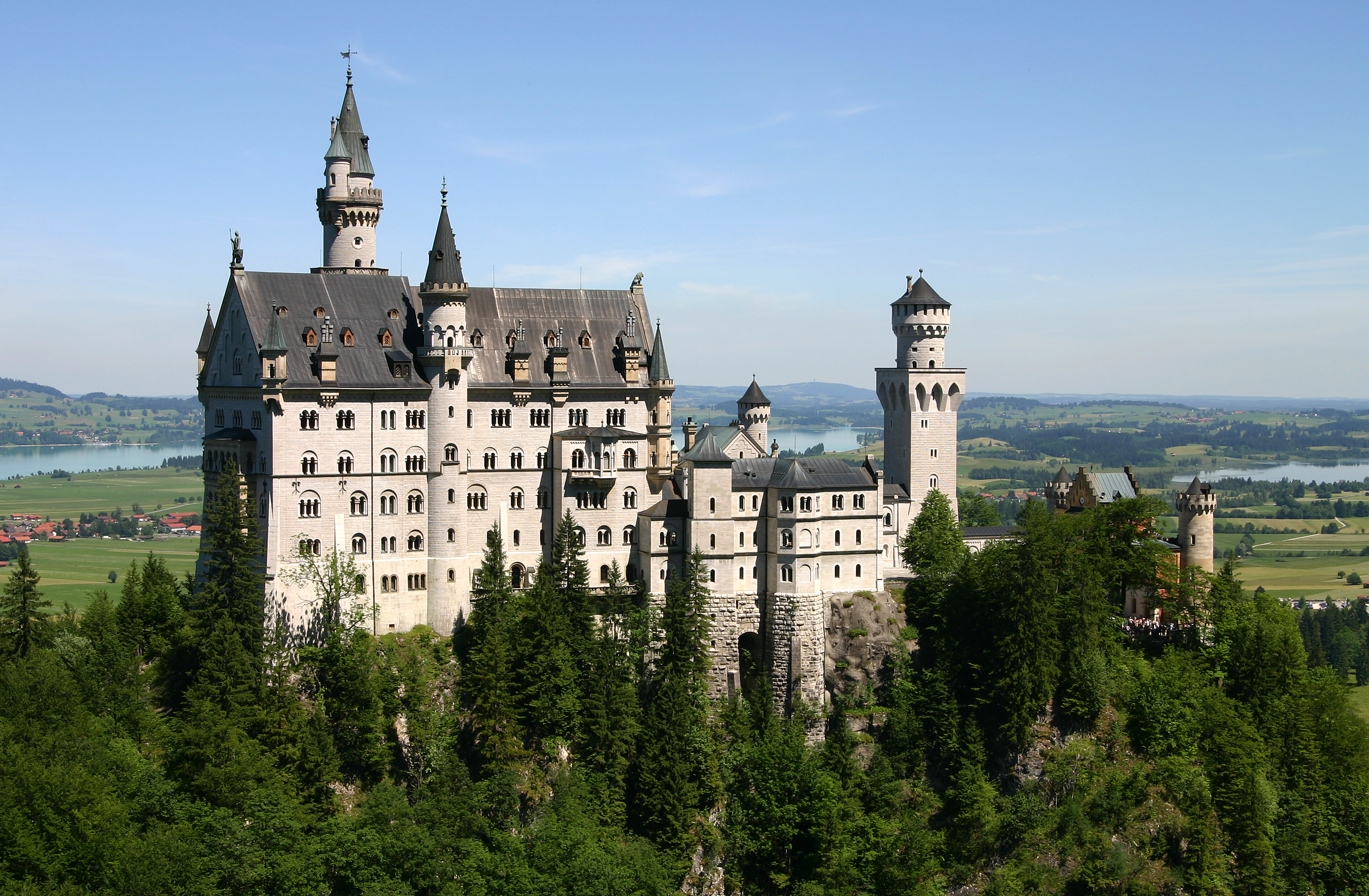
Castillo de Neuschwanstein.

Volcó sus mayores energías en paraísos artificiales, diseñando y construyendo tres grandiosos castillos siguiendo el estilo historicista imperante en la época: Neuschwanstein, Herrenchiemsee y Linderhof. En esto perpetuaba la tradición de su familia, que había construido grandes avenidas en Múnich y castillos por toda Baviera. Luis II gastó su fortuna familiar para la construcción de estos castillos, contrariamente a lo que se piensa, sin arruinar las arcas del Estado. En la construcción de los castillos fue asesorado por el diseñador de edificios Christian Jank.

### Las artes

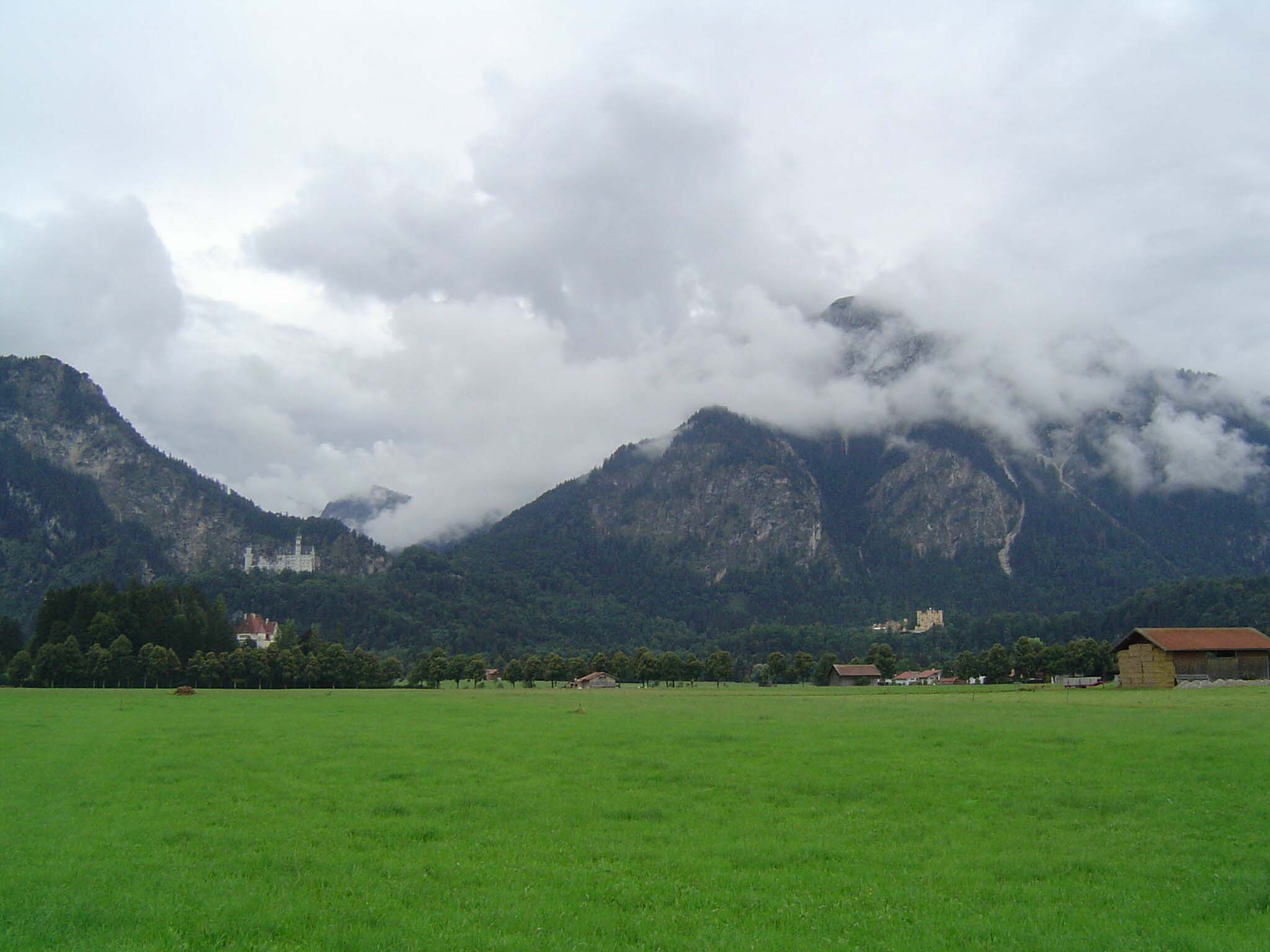
Dos castillos bávaros.

Fue el gran mecenas de Richard Wagner, al que admiraba desde que era príncipe heredero. De hecho, el rechazo del pueblo y el gobierno de Baviera a los Wagner (debido, entre otras cosas, a sus continuas interferencias en política) lo sumieron en la melancolía (Wagner acabó buscándose otro mecenas) y fueron un factor determinante en su alejamiento de la corte y de las responsabilidades de gobernante. Dicen que se trataba probablemente del rey más cercano a los cuentos de hadas: admiraba estos relatos desde su infancia. Sus narraciones preferidas (y en las que se basaron sus palacios) fueron las leyendas tradicionales alemanas (Tristán e Isolda), y su propio retrato en el momento de la coronación (el cual refleja la forma en que se presentó ante los bávaros) no andan muy lejos de la representación clásica de un príncipe azul. Según este punto de vista, Luis II, también llamado el Rey Loco, deseaba vivir en un mundo de fantasía, y de ahí que buscase refugio en los palacios que construyó. Impulsó asimismo la construcción del Teatro del Festival de Bayreuth.
Bruckner le dedicó su Séptima sinfonía, compuesta entre 1881 y 1883.
Un dato curioso es que el rey acostumbraba a cenar rodeado de estatuas de reyes anteriores porque no le gustaba comer con personas.

## En la ficción

### Cine
- La película Ludwig, dirigida en 1973 por Luchino Visconti, es la biografía del rey Luis II de Baviera, interpretada por Helmut Berger, Trevor Howard como Richard Wagner, Romy Schneider como Sissi y Silvana Mangano como Cósima Wagner.
- Hans-Jürgen Syberberg trató el tema el mismo año, bajo el título Ludwig, Requiem für einen jungfraulichen König (Ludwig, requiem por un rey virgen).
- Marie Noelle y Peter Sehr dirigieron en 2012 Ludwig II, coproducción austriaca/alemana, con Sabin Tambrea, Paula Beer y Gedeon Burkhard.
- Con anterioridad fue encarnado por O. W. Fisher en El rey loco (Helmuth Kautner, 1955).

## Honores y armas

Escudo de armas del rey Luis II.

- Reino de Baviera: Caballero de la Orden de San Huberto[14]
- Imperio austríaco:
  - Caballero de la Orden del Toisón de Oro, 1864[15]
  - Gran Cruz de la Orden de San Esteban, 1868[16]
- Gran Ducado de Baden:[17]
  - Caballero de la Orden de la Fidelidad, 1864
  - Gran Cruz de la Orden del León de Zähringen, 1864
- Ducados Ernestinos: Gran Cruz de la Orden de la Casa Ernestina de Sajonia, septiembre de 1865[18]
- Imperio francés: Gran Cruz de la Legión de Honor, agosto de 1867[19]
- Reino de Hawái: Gran Cruz de la Orden de Kamehameha I, 1865[20]
- Hesse-Darmstadt: Gran Cruz de la Orden de Luis, 7 de septiembre de 1863[21]
- Reino de Italia: Caballero de la Orden de la Anunciación, 31 de mayo de 1869[22]
- Imperio mexicano: Gran Cruz de la Orden del Águila Mexicana, con Collar, 1865[23]
- Gran Ducado de Oldemburgo: Gran Cruz con Corona Dorada de la Orden de Pedro Federico Luis, 4 de noviembre de 1862[24]
- Reino de Prusia: Caballero de la Orden del Águila Negra, 24 de agosto de 1863; con Collar, 1872[25]
- Imperio ruso: Caballero de la Orden de San Andrés, septiembre de 1863[26]
- Sajonia-Weimar-Eisenach: Gran Cruz de la Orden del Halcón Blanco, 14 de septiembre de 1864[27]
- Reino de Sajonia: Caballero de la Orden de la Corona de Ruda, 1864[28]
- España: Gran Cruz de la Orden de Carlos III, con Collar, 5 de abril de 1864[29]
- Suecia-Noruega: Caballero de la Orden de los Serafines, 9 de abril de 1864[30]
- Reino de Wurtemberg: Gran Cruz de la Orden de la Corona de Wurtemberg, 1864[31]

## Ancestros
| \| \| \| \| \| \| \| \| \| \| \| \| \| \| \| \| \| \| \| \| 8. Elector Maximiliano I José de Baviera \| \| \| \| \| \| \| \| \| \| \| \| \| \| \| \| \| \| \| \| \| \| \| \| \| \| \| \| \| \| \| \| \| \| \| \| \| \| \| \| \| \| \| \| \| \| \| \| \| \| \| \| \| \| 4. Rey Ludwig I de Baviera \| \| \| \| \| \| \| \| \| \| \| \| \| \| \| \| \| \| \| \| \| \| \| \| \| \| \| \| \| \| \| \| \| \| \| \| \| \| \| \| \| \| \| \| \| \| \| \| \| \| \| \| \| \| 9. Princesa Augusta Wilhelmine de Hesse-Darmstadt \| \| \| \| \| \| \| \| \| \| \| \| \| \| \| \| \| \| \| \| \| \| \| \| \| \| \| \| \| \| \| \| \| \| \| \| \| \| \| \| \| \| \| \| \| \| \| \| \| \| \| \| \| \| 2. Rey Maximiliano II de Baviera \| \| \| \| \| \| \| \| \| \| \| \| \| \| \| \| \| \| \| \| \| \| \| \| \| \| \| \| \| \| \| \| \| \| \| \| \| \| \| \| \| \| \| \| \| \| \| \| \| \| \| \| \| \| 10. Duque Federico de Sajonia-Altenburg \| \| \| \| \| \| \| \| \| \| \| \| \| \| \| \| \| \| \| \| \| \| \| \| \| \| \| \| \| \| \| \| \| \| \| \| \| \| \| \| \| \| \| \| \| \| \| \| \| \| \| \| \| \| 5. Princesa Therese de Sajonia-Hildburghausen \| \| \| \| \| \| \| \| \| \| \| \| \| \| \| \| \| \| \| \| \| \| \| \| \| \| \| \| \| \| \| \| \| \| \| \| \| \| \| \| \| \| \| \| \| \| \| \| \| \| \| \| \| \| 11. Duquesa Charlotte Georgine de Mecklenburgo-Strelitz \| \| \| \| \| \| \| \| \| \| \| \| \| \| \| \| \| \| \| \| \| \| \| \| \| \| \| \| \| \| \| \| \| \| \| \| \| \| \| \| \| \| \| \| \| \| \| \| \| \| \| \| \| \| 1. Ludwig II de Baviera \| \| \| \| \| \| \| \| \| \| \| \| \| \| \| \| \| \| \| \| \| \| \| \| \| \| \| \| \| \| \| \| \| \| \| \| \| \| \| \| \| \| \| \| \| \| \| \| \| \| \| \| \| \| 12. Rey Federico Guillermo II de Prusia \| \| \| \| \| \| \| \| \| \| \| \| \| \| \| \| \| \| \| \| \| \| \| \| \| \| \| \| \| \| \| \| \| \| \| \| \| \| \| \| \| \| \| \| \| \| \| \| \| \| \| \| \| \| 6. Príncipe Guillermo de Prusia \| \| \| \| \| \| \| \| \| \| \| \| \| \| \| \| \| \| \| \| \| \| \| \| \| \| \| \| \| \| \| \| \| \| \| \| \| \| \| \| \| \| \| \| \| \| \| \| \| \| \| \| \| \| 13. Princesa Frederica Louisa de Hesse-Darmstadt \| \| \| \| \| \| \| \| \| \| \| \| \| \| \| \| \| \| \| \| \| \| \| \| \| \| \| \| \| \| \| \| \| \| \| \| \| \| \| \| \| \| \| \| \| \| \| \| \| \| \| \| \| \| 3. Princesa Marie de Prusia \| \| \| \| \| \| \| \| \| \| \| \| \| \| \| \| \| \| \| \| \| \| \| \| \| \| \| \| \| \| \| \| \| \| \| \| \| \| \| \| \| \| \| \| \| \| \| \| \| \| \| \| \| \| 14. Landgrave Federico V de Hesse-Homburg \| \| \| \| \| \| \| \| \| \| \| \| \| \| \| \| \| \| \| \| \| \| \| \| \| \| \| \| \| \| \| \| \| \| \| \| \| \| \| \| \| \| \| \| \| \| \| \| \| \| \| \| \| \| 7. Princesa Maria Anna de Hesse-Homburg \| \| \| \| \| \| \| \| \| \| \| \| \| \| \| \| \| \| \| \| \| \| \| \| \| \| \| \| \| \| \| \| \| \| \| \| \| \| \| \| \| \| \| \| \| \| \| \| \| \| \| \| \| \| 15. Princesa Caroline de Hesse-Darmstadt \| \| \| \| \| \| \| \| \| \| \| \| \| \| \| \| \| \| \| \| \| \| \| \| \| \| \| \| \| \| \| \| \| \| \| \| \| \| \| \| \| \| \| \| \| \| \| \| \| \| \| \| |                                                         |  |  |  |  |  |  |  |  |  |  |  |  |  |  |  |
| |                                                         |  |  |  |  |  |  |  |  |  |  |  |  |  |  |  |
| | 8. Elector Maximiliano I José de Baviera                |  |  |  |  |  |  |  |  |  |  |  |  |  |  |  |
| |                                                         |  |  |  |  |  |  |  |  |  |  |  |  |  |  |  |
| |                                                         |  |  |  |  |  |  |  |  |  |  |  |  |  |  |  |
| | 4. Rey Ludwig I de Baviera                              |  |  |  |  |  |  |  |  |  |  |  |  |  |  |  |
| |                                                         |  |  |  |  |  |  |  |  |  |  |  |  |  |  |  |
| |                                                         |  |  |  |  |  |  |  |  |  |  |  |  |  |  |  |
| | 9. Princesa Augusta Wilhelmine de Hesse-Darmstadt       |  |  |  |  |  |  |  |  |  |  |  |  |  |  |  |
| |                                                         |  |  |  |  |  |  |  |  |  |  |  |  |  |  |  |
| |                                                         |  |  |  |  |  |  |  |  |  |  |  |  |  |  |  |
| | 2. Rey Maximiliano II de Baviera                        |  |  |  |  |  |  |  |  |  |  |  |  |  |  |  |
| |                                                         |  |  |  |  |  |  |  |  |  |  |  |  |  |  |  |
| |                                                         |  |  |  |  |  |  |  |  |  |  |  |  |  |  |  |
| | 10. Duque Federico de Sajonia-Altenburg                 |  |  |  |  |  |  |  |  |  |  |  |  |  |  |  |
| |                                                         |  |  |  |  |  |  |  |  |  |  |  |  |  |  |  |
| |                                                         |  |  |  |  |  |  |  |  |  |  |  |  |  |  |  |
| | 5. Princesa Therese de Sajonia-Hildburghausen           |  |  |  |  |  |  |  |  |  |  |  |  |  |  |  |
| |                                                         |  |  |  |  |  |  |  |  |  |  |  |  |  |  |  |
| |                                                         |  |  |  |  |  |  |  |  |  |  |  |  |  |  |  |
| | 11. Duquesa Charlotte Georgine de Mecklenburgo-Strelitz |  |  |  |  |  |  |  |  |  |  |  |  |  |  |  |
| |                                                         |  |  |  |  |  |  |  |  |  |  |  |  |  |  |  |
| |                                                         |  |  |  |  |  |  |  |  |  |  |  |  |  |  |  |
| | 1. Ludwig II de Baviera                                 |  |  |  |  |  |  |  |  |  |  |  |  |  |  |  |
| |                                                         |  |  |  |  |  |  |  |  |  |  |  |  |  |  |  |
| |                                                         |  |  |  |  |  |  |  |  |  |  |  |  |  |  |  |
| | 12. Rey Federico Guillermo II de Prusia                 |  |  |  |  |  |  |  |  |  |  |  |  |  |  |  |
| |                                                         |  |  |  |  |  |  |  |  |  |  |  |  |  |  |  |
| |                                                         |  |  |  |  |  |  |  |  |  |  |  |  |  |  |  |
| | 6. Príncipe Guillermo de Prusia                         |  |  |  |  |  |  |  |  |  |  |  |  |  |  |  |
| |                                                         |  |  |  |  |  |  |  |  |  |  |  |  |  |  |  |
| |                                                         |  |  |  |  |  |  |  |  |  |  |  |  |  |  |  |
| | 13. Princesa Frederica Louisa de Hesse-Darmstadt        |  |  |  |  |  |  |  |  |  |  |  |  |  |  |  |
| |                                                         |  |  |  |  |  |  |  |  |  |  |  |  |  |  |  |
| |                                                         |  |  |  |  |  |  |  |  |  |  |  |  |  |  |  |
| | 3. Princesa Marie de Prusia                             |  |  |  |  |  |  |  |  |  |  |  |  |  |  |  |
| |                                                         |  |  |  |  |  |  |  |  |  |  |  |  |  |  |  |
| |                                                         |  |  |  |  |  |  |  |  |  |  |  |  |  |  |  |
| | 14. Landgrave Federico V de Hesse-Homburg               |  |  |  |  |  |  |  |  |  |  |  |  |  |  |  |
| |                                                         |  |  |  |  |  |  |  |  |  |  |  |  |  |  |  |
| |                                                         |  |  |  |  |  |  |  |  |  |  |  |  |  |  |  |
| | 7. Princesa Maria Anna de Hesse-Homburg                 |  |  |  |  |  |  |  |  |  |  |  |  |  |  |  |
| |                                                         |  |  |  |  |  |  |  |  |  |  |  |  |  |  |  |
| |                                                         |  |  |  |  |  |  |  |  |  |  |  |  |  |  |  |
| | 15. Princesa Caroline de Hesse-Darmstadt                |  |  |  |  |  |  |  |  |  |  |  |  |  |  |  |
| |                                                         |  |  |  |  |  |  |  |  |  |  |  |  |  |  |  |
| |                                                         |  |  |  |  |  |  |  |  |  |  |  |  |  |  |  |